# Lista de vereadores de Itaguaí
Esta é a lista de vereadores de Itaguaí, município brasileiro do estado do Rio de Janeiro.
A Câmara Municipal de Itaguaí, é formada por dezessete representantes. No ano de 2020, reduziu para onze representantes.

## Legislatura de 2021–2024
Estes são os vereadores eleitos nas eleições de 15 de novembro de 2020, pelo período de 1° de janeiro de 2021 a 31 de dezembro de 2024:
| Mesa Diretora (2021-2022)            |                       |                        |                              |
| Nome                                 | Início do mandato     | Fim do mandato         | Cargo                        |
| Gilberto Chediac Leitão Torrês (PSL) | 1º de janeiro de 2021 | 31 de dezembro de 2022 | Presidente da Câmara         |
| Vinícius Alves de Moura Brito (Rep.) | 1º de janeiro de 2021 | 31 de dezembro de 2022 | 1º Vice-presidente da Câmara |
| Júlio Cezar José de A. Filho (PSC)   | 1º de janeiro de 2021 | 31 de dezembro de 2022 | 2º Vice-presidente da Câmara |
| José Domingos do Rozario (PTB)       | 1º de janeiro de 2021 | 31 de dezembro de 2022 | 3º Vice-presidente da Câmara |
| Fábio Luís da Silva Rocha (PL)       | 1º de janeiro de 2021 | 31 de dezembro de 2022 | 1º Secretário                |
| Alexandro Valença de Paula (PP)      | 1º de janeiro de 2021 | 31 de dezembro de 2022 | 2º Secretário                |

|    | Nome                                                                          | Partido                                         | Votos | %    | Observações |
| -- | ----------------------------------------------------------------------------- | ----------------------------------------------- | ----- | ---- | ----------- |
| 1  | Guilherme Severino Campos de Farias Kifer Ribeiro (Itaguaí, 09.03.1997–)      | Partido Liberal (PL)                            | 1.671 | 2,57 | 1º mandato  |
| 2  | Gilberto Chediac Leitão Torrês, Gil Torres (2021-2022) (Itaguaí, 10.03.1988–) | Partido Social Liberal (PSL)                    | 1.535 | 2,36 | 2º mandato  |
| 3  | Fábio Luís da Silva Rocha, Fabinho (Itaguaí, 19.10.1970–)                     | Partido Liberal (PL)                            | 1.526 | 2,35 | 2º mandato  |
| 4  | Alexandro Valença de Paula, Sandro da Hermínio (Itaguaí, 05.05.1973–)         | Progressistas (PP)                              | 1.142 | 1,76 | 2º mandato  |
| 5  | Fábio José Nunes, Fabinho Taciano (Itaguaí, 03.03.1977–)                      | Partido Renovador Trabalhista Brasileiro (PRTB) | 1.097 | 1,69 | 1º mandato  |
| 6  | Júlio Cézar José de Andrade Filho, Julinho (Rio de Janeiro, 08.08.1979–)      | Partido Social Cristão (PSC)                    | 1.053 | 1,62 | 1º mandato  |
| 7  | Haroldo Rodrigues Jesus Neto (Itaguaí, 15.04.1988–)                           | Partido Verde (PV)                              | 1.016 | 1,56 | 2º mandato  |
| 8  | Vinícius Alves de Moura Brito (Rio de Janeiro, 30.09.1977–)                   | REPUBLICANOS                                    | 892   | 1,37 | 2º mandato  |
| 9  | Alecsandro Alves de Azevedo, Alex Alves (Itaguaí, 29.11.1976–)                | Partido Renovador Trabalhista Brasileiro (PRTB) | 843   | 1,30 | 1º mandato  |
| 10 | José Domingos do Rozario, Zé Domingos (Castelo, 05.10.1954–)                  | Partido Trabalhista Brasileiro (PTB)            | 701   | 1,08 | 1º mandato  |
| 11 | Jocimar Pereira do Nascimento, Jocimar do Cartório (Itaguaí, 15.12.1973–)     | Partido Trabalhista Cristão (PTC)               | 667   | 1,03 | 1º mandato  |

## Legislatura de 2017–2020
Estes são os vereadores eleitos nas eleições de 2 de outubro de 2016:
|    | Nome                                                                          | Partido                                            | Votos | %    | Observações |
| -- | ----------------------------------------------------------------------------- | -------------------------------------------------- | ----- | ---- | ----------- |
| 1  | Carlos Eduardo Kifer Moreira Ribeiro (Rio de Janeiro, 21.12.1964–)            | Partido Progressista (PP)                          | 1.574 | 2,24 | 1º mandato  |
| 2  | Nisan César dos Reis Santos (Itaguaí, 21.03.1967–)                            | Partido Social Democrático (PSD)                   | 1.514 | 2,15 | 1º mandato  |
| 3  | Fábio Luís da Silva Rocha, Fabinho (Itaguaí, 19.10.1970–)                     | Partido Verde (PV)                                 | 1.296 | 1,84 | 1º mandato  |
| 4  | Alexandro Valença de Paula, Sandro da Hermínio (Itaguaí, 05.05.1973–)         | Partido Trabalhista do Brasil (PTdoB)              | 1.294 | 1,84 | 1º mandato  |
| 5  | Genildo Ferreira Gandra (Itaguaí, 23.01.1958–)                                | Partido Democrático Trabalhista (PDT)              | 1.283 | 1,83 | 1º mandato  |
| 6  | Prof. Willian Cezar de Castro Padela (Itaguaí, 01.01.1980–)                   | Partido Socialista Brasileiro (PSB)                | 1.128 | 1,61 | 1º mandato  |
| 7  | André Luís Reis de Amorim (Itaguaí, 15.01.1976–)                              | Partido da República (PR)                          | 1.067 | 1,52 | 1º mandato  |
| 8  | Roberto Lúcio Espolador Guimarães, Robertinho (Itaguaí, 20.08.1964–)          | Partido do Movimento Democrático Brasileiro (PMDB) | 1.063 | 1,51 | 1º mandato  |
| 9  | Haroldo Rodrigues Jesus Neto (Itaguaí, 15.04.1988–)                           | Partido da Social Democracia Brasileira (PSDB)     | 1.027 | 1,46 | 1º mandato  |
| 10 | Ivan Charles Jesus Fonseca, Ivanzinho (Itaguaí, 15.08.1974–)                  | Partido Socialista Brasileiro (PSB)                | 986   | 1,40 | 1º mandato  |
| 11 | Eliezer Lage Bento, Zezé (Itaguaí, 13.02.1963–)                               | Partido Renovador Trabalhista Brasileiro (PRTB)    | 937   | 1,33 | 1º mandato  |
| 12 | Vinícius Alves de Moura Brito (Itaguaí, 30.09.1977–)                          | Partido Republicano Brasileiro (PRB)               | 911   | 1,30 | 1º mandato  |
| 13 | Rubem Vieira de Souza, Dr. Rubem Ribeiro (2017-2020) (Nilópolis, 10.10.1982–) | Partido Trabalhista Nacional (PTN)                 | 866   | 1,23 | 1º mandato  |
| 14 | Noel Pedrosa de Mello, da SOS (Presidente Prudente, 28.03.1984–)              | Partido Trabalhista do Brasil (PTdoB)              | 819   | 1,17 | 1º mandato  |
| 15 | Waldemar José de Ávila Neto (Itaguaí, 01.08.1981–)                            | Partido Humanista da Solidariedade (PHS)           | 791   | 1,13 | 1º mandato  |
| 16 | Gilberto Chediac Leitão Torrês, Gil Torres (Itaguaí, 10.03.1988–)             | Partido Trabalhista Nacional (PTN)                 | 773   | 1,10 | 1º mandato  |
| 17 | Sérgio Fukamati, Minoru Fukamati (Itaguaí, 07.07.1958–)                       | Partido Social Democrático (PSD)                   | 527   | 0,75 | 1º mandato  |

## Legenda
| Cor  | Significado          |
| Bege | Presidente da Câmara |
| Azul | Suplente             |